# Pterolophia bilineaticollis
Pterolophia bilineaticollis är en skalbaggsart som först beskrevs av Maurice Pic 1934.  Pterolophia bilineaticollis ingår i släktet Pterolophia och familjen långhorningar. Inga underarter finns listade i Catalogue of Life.